# 寺头遗址
寺头遗址，位于山西省临汾市襄汾县与尧都区交界的邓庄乡寺，是中华人民共和国山西省文物保护单位之一。
1965年5月24日，授予山西省文物保护单位，是一座古遗址。